# Clérieux
Clérieux település Franciaországban, Drôme megyében. Lakosainak száma 1952 fő (2022. január 1.). Clérieux Beaumont-Monteux, Chanos-Curson, Chavannes, Marsaz, Saint-Bardoux, Saint-Donat-sur-l’Herbasse, Granges-les-Beaumont és Mercurol-Veaunes községekkel határos.

## Népesség
A település népességének változása:
| Lakosok száma | 1326 | 1354 | 1605 | 1996 | 2034 | 2021 | 2017 | 2061 | 2049 | 1952 |
|               | 1968 | 1982 | 1990 | 2006 | 2013 | 2015 | 2017 | 2019 | 2020 | 2022 |